# Han Jin-won
Han Jin-won (* 1983 oder 1984) ist ein südkoreanischer Drehbuchautor und Regieassistent. Internationale Bekanntheit erlangte er als Co-Drehbuchautor zu Bong Joon-hos vielfach preisgekröntem Spielfilm Parasite (2019).

## Leben

### Anfänge als Regieassistent
Han Jin-won wuchs mit südkoreanischen Filmen auf und begann ab den 2010er-Jahren in der heimischen Filmindustrie Fuß zu fassen. Als Regieassistent war er 2014 an den Komödien Dad for Rent von Kim Deok-soo, Enemies In-Law von Kim Jin-young und Granny’s Got Talent von Sin Han-sol sowie dem Drama Daughter von Ku Hye-sun beteiligt, die alle um das Thema Familie kreisen. In Granny’s Got Talent übernahm Han außerdem eine kleine Statistenrolle. 2015 assistierte er Regisseur Park Jeong-woo bei den Dreharbeiten zu dessen Thriller-Drama Pandora.
Unter Bong Joon-ho war Han als Produktionsassistent an dessen dystopischen Revolutionsepos Snowpiercer (2013) beteiligt. Eine erneute Zusammenarbeit als Regieassistent folgte bei den Dreharbeiten zum Abenteuerfilm Okja (2017), der von Netflix produziert wurde. Die von der Kritik als „naive, schwarzhumorige Kapitalismus-Satire“ gelobte amerikanisch-südkoreanische Koproduktion war im Wettbewerb des 70. Internationalen Filmfestivals von Cannes vertreten.

### Erfolg mit „Parasite“
Der internationale Durchbruch für Han folgte 2019 mit dem gemeinsam mit Bong verfassten Drehbuch zu dessen Spielfilm Parasite, der als erster südkoreanischer Film die Goldene Palme des 72. Internationalen Filmfestivals von Cannes gewann. Die Geschichte um den Sohn einer armen Familie (dargestellt von Choi Woo-shik), der sich den Job eines Privatlehrers bei einer neureichen Familie ergaunert und mit der Zeit seinen Angehörigen ebenfalls Stellen in dem luxuriösen Anwesen verschafft, war großer Erfolg beim Publikum beschieden. Auch Kritiker zeigten sich begeistert und lobten Parasite als souverän inszenierten „Genre-Hybrid aus Drama, Farce und Parabel, der über die koreanischen Verhältnisse hinaus auf eine fundamentale Kritik des westlichen Lebens-, Arbeits- und Konsummodells“ ziele.
Bong hatte nach der Fertigstellung von Snowpiercer ein 15-seitigen Drehbuchentwurf zu Parasite angefertigt, den er Han während den Dreharbeiten zu Okja für die weitere Recherche überließ. Aus dem von Bong ursprünglich propagierten mehrtägigen Arbeitsauftrag entwickelte sich für Han ein mehrmonatiges Projekt. Er interviewte in dieser Zeit Haushälterinnen, Hauslehrer und Chauffeure. Auch besuchte und dokumentierte er fotografisch Stadtviertel der Unter- und Oberschicht rund um Seoul. Han traf sich regelmäßig mit Bong, um ihm seine Ergebnisse zu präsentieren. Der renommierte Filmemacher zeigte sich so beeindruckt von Hans Arbeit, dass er ihn damit beauftragte, den Entwurf zu Parasite in ein fertiges Drehbuch umzuarbeiten. Han fertigte daraufhin drei verschiedene Drehbuchversionen an, ursprünglich im Glauben, Bong „eine riesige Bibliothek aus Ideen und Details“ zur Verfügung zu stellen, aus denen dieser dann sein eigenes Szenario entwickeln könne. Bong ergänzte aber zu Hans eigener Überraschung das Skript nur um den finalen zweiten Teil des Films und führte ihn in der fertiggestellten Drehbuchfassung als Co-Autor auf. Während Parasite in der Filmpreissaison 2019/20 mit mehr als 200 Auszeichnungen bedacht wurde, darunter erstmals in der Geschichte der Oscarverleihung der Preis als Bester Film für eine fremdsprachige Produktion, erhielt Han als Drehbuchautor gemeinsam mit Bong u. a. ebenfalls den Oscar, British Academy Film Award, British Independent Film Award, National Society of Film Critics Award und Writers Guild of America Award sowie eine Golden-Globe-Nominierung.

## Filmografie (Auswahl)

### Regieassistent
- 2014: Daughter (다우더, dau-deo)
- 2014: Dad for Rent (아빠를 빌려드립니다, ah-ppa-leul bil-lyeo-deu-lib-ni-da)
- 2015: Granny’s Got Talent (헬머니, hel-meo-ni)
- 2015: Enemies In-Law (위험한 상견례 2, wi-heom-han sang-gyeon-lye)
- 2017: Okja (옥자, Okja)
- 2018: Take Point

### Drehbuch
- 2019: Parasite (기생충, Gisaengchung)
- 2025: Newtopia

## Auszeichnungen (Auswahl)
Gemeinsam mit Bong Joon-ho erhaltene Auszeichnungen und Nominierungen für Parasite:
- 2019: African-American Film Critics Association Award (Bestes Drehbuch)
- 2019: Atlanta Film Critics Circle Award (Bestes Drehbuch)
- 2019: Austin Film Critics Association Award (Bestes Drehbuch)
- 2019: British Independent Film Award (Bester internationaler Independent-Film)
- 2019: Buil Film Award (Bestes Drehbuch)
- 2019: Chicago Film Critics Association Award (Bestes Originaldrehbuch)
- 2019: Chunsa Film Art Award (Bestes Drehbuch)
- 2019: New York Film Critics Online Award (Bestes Drehbuch)
- 2019: San Francisco Film Critics Circle Award (Bestes Originaldrehbuch)
- 2019: Seattle Film Critics Award (Bestes Drehbuch)
- 2019: Southeastern Film Critics Association Award (Bestes Originaldrehbuch)
- 2019: Utah Film Critics Association Award (Bestes Originaldrehbuch)
- 2020: British Academy Film Award (Bestes Originaldrehbuch)
- 2020: Central Ohio Film Critics Association Award (Bestes Originaldrehbuch)
- 2020: Nominierung für den Critics’ Choice Movie Award (Bestes Originaldrehbuch)
- 2020: National Society of Film Critics Award (Bestes Drehbuch)
- 2020: North Carolina Film Critics Association Award (Bestes Originaldrehbuch)
- 2020: Online Film Critics Society Award (Bestes Originaldrehbuch)
- 2020: Oscar (Bestes Originaldrehbuch)
- 2020: Writers Guild of America (Bestes Originaldrehbuch)